# Souto e Tabaçô
Souto e Tabaçô (oficialmente: União das Freguesias de Souto e Tabaçô) é uma freguesia portuguesa do município de Arcos de Valdevez, com 5,01 km² de área e 913 habitantes (censo de 2021). A sua densidade populacional é 182,2 hab./km².

## História
Foi constituída em 2013, no âmbito de uma reforma administrativa nacional, pela agregação das antigas freguesias de Souto e Tabaçô e tem sede em Souto.

## Demografia
A população registada nos censos foi:
| Distribuição da População por Grupos Etários | Distribuição da População por Grupos Etários | Distribuição da População por Grupos Etários | Distribuição da População por Grupos Etários | Distribuição da População por Grupos Etários | Distribuição da População por Grupos Etários |
| -------------------------------------------- | -------------------------------------------- | -------------------------------------------- | -------------------------------------------- | -------------------------------------------- | -------------------------------------------- |
| Antes da agregação                           |                                              |                                              |                                              |                                              |                                              |
| Ano                                          | 0-14 anos                                    | 15-24 anos                                   | 25-64 anos                                   | >= 65 anos                                   | Total                                        |
| 2001                                         | 164                                          | 137                                          | 504                                          | 189                                          | 994                                          |
| 2011                                         | 154                                          | 105                                          | 498                                          | 220                                          | 977                                          |
| Após a agregação                             |                                              |                                              |                                              |                                              |                                              |
| Ano                                          | 0-14 anos                                    | 15-24 anos                                   | 25-64 anos                                   | >= 65 anos                                   | Total                                        |
| 2021                                         | 102                                          | 100                                          | 456                                          | 255                                          | 913                                          |